# باشگاه فوتبال وارزه
وارزه کالچو که عموماً با نام وارزه (ایتالیایی: Varese Calcio) شناخته می‌شود، باشگاه فوتبال ایتالیایی است که در شهر وارزه، استان لمباردی قرار دارد. در حال حاضر در سری دی، چهارمین سطح فوتبال ایتالیا بازی می‌کند. وارزه در تاریخ ۲۲ مارس ۱۹۱۰ با نام باشگاه فوتبال وارزه پایه‌گذاری شد. باشگاه در سال ۱۹۲۳ با نام آسوچیاتزیونه اسپورتیوا وارزینا، در سال ۱۹۲۶ با نام وارزه اسپورتیوا و در بین سال‌های ۱۹۴۶ تا ۲۰۰۴ دوباره تحت نام باشگاه فوتبال وارزه و از ۲۰۰۴ تا ۲۰۱۵ تحت عنوان آسوچیاتزیونه اسپورتیوا وارزه ۱۹۱۰ (آ.اس. وارزه ۱۹۱۰) فعالیت کرد.

## تاریخچه
این باشگاه در ۲۲ مارس ۱۹۱۰، با عنوان باشگاه فوتبال وارزه، و با هدف ترویج فوتبال و سایر بازی‌های فضای باز تشکیل شد. تمام اعضا، چه بازیکنان و چه مدیریت، ماهانه ۱ لیره می‌پرداختند. رنگ‌های باشگاه سفید و بنفش بودند و مکان بازار محلی به عنوان اولین زمین باشگاه به صورت دو منظوره مورد استفاده قرار گرفت. از طناب برای کشیدن حصار دور زمین و جدا کردن آن از بخش عمومی استفاده شد و رختکن در یک رستوران محلی تعبیه شد.
باشگاه قبل از پیوستن به هر نوع لیگ یا رقابت سازمان یافته‌ای، تعدادی بازی دوستانه برگزار کرد. حریفان ابتدایی شامل «آئورورا» از بوستو آرسیتسیو، «لیبرتاس» از گالاراته، لوئینو، اونیونه اسپورتیوا میلانزه، آئوزونیا و اینتر میلان بودند. وارزه در سال ۱۹۱۴ با ورود به لیگ منطقه‌ای لومباردی، اولین قدمها را برای پیشروی در لیگ ایتالیا برداشت و در کسب اولین قهرمانی رسمی، «وارزینی» با لباس‌های حریر بنفش و سفید ابتدایی بازی کرد. دروازه‌بان آمریکایی باشگاه، سورانی، در اولین فصل رسمی، خود را به عنوان یکی از بازیکنان ستاره وارزه، متمایز کرد.
در ماه مه ۱۹۱۵، جنگ باعث نیمه کاره ماندن فصل شد، اما در سال ۱۹۱۹، جنگ جهانی اول به پایان رسید و زندگی با ظهور مجدد علاقه به فوتبال و سایر فعالیت‌های تفریحی، به ریتم عادی خود بازگشت.

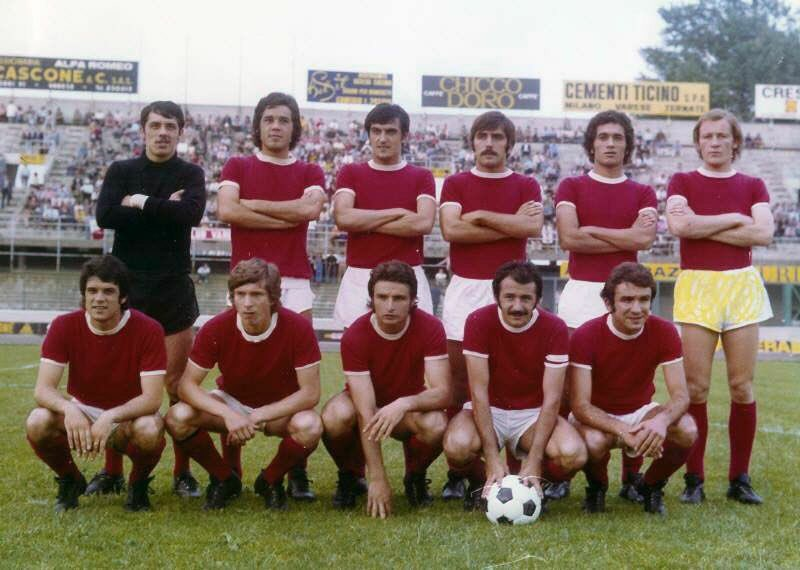
فصل ۷۳–۱۹۷۲، کلائودیو جنتیله جوان در لباس وارزه (ایستاده، نفر دوم از راست)

در فصل ۲۷–۱۹۲۶ رنگ‌های باشگاه، جهت مطابقت با رنگ‌های شهر، به سفید و قرمز (بیانکو روسو) تغییر یافتند. در محله مازناگو، استادیومی به نام دل لیتوریو ساخته شد. این استادیوم در سپتامبر سال ۱۹۵۰ به افتخار بازیکنی که از وارزه به تورینو منتقل، و در سانحه هوایی سوپرگا در سال ۱۹۴۹ درگذشت، به استادیوم فرانکو اوسولا تغییر نام داد.
در سال ۱۹۶۴، جیووانی بورگی به ریاست باشگاه رسید و موفق شد وارزه را پس از دو صعود پیاپی از سری سی، به سری آ برساند. از جمله بازیکنان برجسته ای که پیراهن سفید و قرمز را به تن کرده‌اند می‌توان به پیترو آناستاسی، روبرتو بتگا و برندگان جام جهانی، کلائودیو جنتیله، جیامپیرو مارینی و ریکاردو سولیانو اشاره کرد. پس از گذشت یک دهه حضور در بالاترین سطح فوتبال ایتالیا، دوران طلایی وارزه در سال ۱۹۷۵ با سقوط به دسته پایین‌تر پایان یافت. به استثنای فصل ۸۰–۱۹۷۹ که باشگاه در سری سی حضور داشت، از سال ۱۹۷۵ تا ۱۹۸۵ باشگاه در سری بی به رقابت پرداخت. از سال ۱۹۸۵ که باشگاه به سری سی سقوط کرد، دیگر نتوانست به سری بی برگردد. از ۲۰ فصل بعدی ۱۰ فصل را در سری سی۲ سپری کرد. جایی که باشگاه پس از صعود از سری دی در سال ۱۹۹۴، مجدداً در آن به رقابت پرداخت.
در سال ۲۰۰۱ پس از کشمکش‌های مالی بین جان ویتوریو گاندولفی و سی‌ویاجی و سی‌آی‌تی (حامیان مالی)، خانواده توری وارد باشگاه شده و یک سری از نوآوری‌ها را به ارمغان آوردند. در تابستان سال ۲۰۰۴، تحت ریاست مشترک توری-تاکونی، فساد اقتصادی و مالی باعث شد تا باشگاه به پایین‌ترین سطح خود سقوط کند.

### آ.اس. وارزه ۱۹۱۰
در ژوئیه ۲۰۰۴، باشگاه ورشکسته وارزه زیرنظر هیئت مدیره جدید و با نام آ.اس. وارزه ۱۹۱۰ بازسازی شد. باشگاه مجبور شد رقابت را از اچلنتسا از سر بگیرد. وارزه تحت کنترل خانواده سولیانو درآمد و ریکاردو سولیانو بازیکن سابق وارزه و میلان، پس از کسب تجربه در پارما و جنوا، کنترل کامل باشگاه را بر عهده گرفت.
در پایان فصل ۱۲–۲۰۱۱، آ.اس. وارزه رتبه پنجم را در سری بی بدست آورد و جواز حضور در مرحله پلی‌آف برای صعود به سری آ را کسب کرد. پس از کسب پیروزی ۳–۱ در مجموع دو بازی برابر هلاس ورونا، در فینال به مصاف سمپدوریا رفتند. در بازی رفت در شهر جنوآ با نتیجه نزدیک ۳–۲ که نتیجه امیدوار کننده‌ای برای وارزه بود مغلوب شدند، اما در بازی برگشت حریف سمپدوریا نشده و ۱–۰ شکست خورده و در مجموع دو بازی با نتیجه ۴–۲ نتیجه را به حریف واگذار کرده و موفق به صعود به سری آ نشدند.

### وارزه کالچو اس.اس.دی
پس از سقوط از سری بی در فصل ۱۵–۲۰۱۴، وارزه ۱۹۱۰ نتوانست در مهلت مشخص برای سری سی ثبت نام کند و باشگاه اعلام ورشکستگی کرد. باشگاه جهت حضور مجدد در اچلنتسا برای فصل ۱۶–۲۰۱۵، با نام وارزه اس‌اس‌دی بازسازی شد. پس از پیروزی در گروه خود، در سری دی بازی کرد و به مرحله پلی‌آف رسید. وارزه کالچو فصل ۱۸–۲۰۱۷ را بدون رئیس آغاز کرد و در ماه نوامبر مربی باشگاه ویچنزو یاکولینو، به دلیل بحران فزاینده اقتصادی استعفا داد. باشگاه گروه خود را در رتبه هجدهم به پایان رساند و به اچلنتسا سقوط کرد.

## افتخارات
- سری بی

قهرمان: ۶۴–۱۹۶۳، ۷۰–۱۹۶۹، ۷۴–۱۹۷۳
- جام حذفی سری سی

قهرمان: ۹۵–۱۹۹۴
- جام حذفی آماتور

قهرمان: ۹۴–۱۹۹۳